# Вера Иванова-Мавродинова
Вера Йорданова Иванова-Мавродинова е български историк и археолог.

## Биография
Завършва славянска филология и етнография в Софийския университет през 1921 г. Специализира археология и история на византийското изкуство в Париж, Франция (1926 – 1928). Асистент (1922 – 1938), уредник (1938 – 1946), старши уредник (1947 – 1950) и старши научен сътрудник в Народния музей в София (1950 – 1964). Дъщеря на Йордан Иванов, съпруга на Никола Мавродинов и майка на Лиляна Мавродинова.